# Апойдумпо
Апойдумпо (англ. Apoeydoumpo) — городок на северо-западе Того. Расположен в префектуре Бассар региона Кара. Население составляет 61 845 человек по состоянию на 2010 год. Населённый пункт расположен в 355 километрах от столицы Того Ломе. Расположен в равнинной местности, наивысшая точка — 269 метров над уровнем моря.